# II Liga de Polonia
La II Liga es una liga de fútbol de Polonia que se encuentra en el tercer nivel del sistema de ligas del fútbol polaco, por encima de la III Liga y por debajo de la I Liga. Hasta el final de la temporada 2007-08, la II Liga se refería a una liga de segunda división, aunque esto cambió con la formación de la Ekstraklasa como la liga de primer nivel en Polonia.

## Historia
La historia de la II Liga, el tercer nivel dentro del sistema de fútbol polaco, se remonta a la Segunda República Polaca. En 1927, se estableció la Ekstraklasa o Liga Panstwowa. Debajo de la Ekstraklasa se encontraban varias divisiones regionales, generalmente respetando la organización territorial del país (Clase A), seguido de una división de ámbito comarcal y agrupando a tres o más powiats (Clase B) y por último, una liga entre los equipos municipales o de un mismo powiat (Clase C).
El 29 de junio de 1945, se reunieron en Cracovia los funcionarios de la Asociación Polaca de Fútbol (PZPN), estableciendo un sistema de campeonatos regionales de tres niveles, siguiendo la estructura presente desde antes de la Segunda Guerra Mundial. Este sistema permaneció en uso hasta marzo de 1952, cuando fue reemplazado por cuatro clases. Mientras tanto, el número de equipos en el segundo nivel se redujo drásticamente de 40 a 14, haciendo que 26 equipos fueran automáticamente relegados al tercer nivel. Como resultado, había 93 equipos en el tercer nivel, divididos en 8 grupos. Seis de estos grupos cubrían más de un voivodato, mientras que dos grupos (Katowice y Cracovia) cubrieron solo sus propias provincias, debido al enorme desarrollo futbolístico presente en ambas regiones. Después de la temporada regular, ocho ganadores se enfrentaban en play-offs y dos ganadores obtendrían el ascenso al segundo nivel.
El 13 de febrero de 1955, se formó oficialmente en Varsovia la Tercera Liga, con cuatro grupos. Esta idea fue abandonada después de un mes debido a razones financieras. En cambio, al año siguiente, se establecieron las ligas regionales, con 15 grupos en total. En 1960, el fútbol polaco pasó del sistema de primavera-otoño al de otoño-primavera. Los primeros partidos del nuevo sistema comenzaron el 19 de agosto de 1960. El 26 de febrero de 1966, la PZPN decidió reducir el número de grupos a cuatro, con 16 equipos en cada uno. En 1976, se establecieron 8 grupos con 112 equipos. En 1980, el número de grupos se redujo a 4, pero en 1982, nuevamente se establecieron 8 grupos. El sistema de 8 grupos del tercer nivel se mantuvo sin cambios hasta 1998, con la excepción de la temporada 1989-90, cuando había cuatro grupos. Desde la temporada 2014-15, pasa a ser una única categoría, al igual que la I Liga.

## Sistema de competición
La liga consta de dieciocho equipos. El sistema del campeonato está definido a través de enfrentamientos entre todos los clubes en partidos de ida y vuelta, de manera que el club que obtiene el mayor puntaje al final del torneo es proclamado campeón, y obtiene el ascenso a la I Liga junto con el subcampeón. Mientras tanto, del tercero al sexto jugarán un repechaje para determinar el tercer ascenso. Los cuatro equipos con menor puntaje descienden a la III Liga. Hasta la temporada 2019-20, todos los partidos se retrasmitían en abierto por el canal de televisión público TVP Sport. Actualmente, los partidos se pueden seguir en video bajo demanda por la TVP.

## Temporada 2025-26

### Equipos participantes
| Club                       | Ciudad           | Estadio                                       | Capacidad           | Clasificación temporada anterior |
| -------------------------- | ---------------- | --------------------------------------------- | ------------------- | -------------------------------- |
| Chojniczanka Chojnice      | Chojnice         | Estadio Chojniczanka 1930                     | 3 500 espectadores  | 4.º                              |
| GKS Jastrzębie             | Jastrzębie-Zdrój | Estadio Municipal de Jastrzębie-Zdrój         | 5 650 espectadores  | 11.º                             |
| Hutnik Cracovia            | Cracovia         | Estadio Suche Stawy                           | 6 000 espectadores  | 8.º                              |
| KKS 1925 Kalisz            | Kalisz           | Estadio Municipal de Kalisz                   | 8 166 espectadores  | 6.º                              |
| ŁKS II Łódź                | Łódź             | Estadio Akademia Łódź                         | 420 espectadores    | 12.º                             |
| Olimpia Grudziądz          | Grudziądz        | Estadio Bronisław Malinowski                  | 5 323 espectadores  | 14.º                             |
| Podbeskidzie Bielsko-Biała | Bielsko-Biała    | Estadio Municipal de Bielsko-Biała            | 15 076 espectadores | 7.º                              |
| Podhale Nowy Targ          | Nowy Targ        | Estadio Mariscal Józef Piłsudski de Nowy Targ | 900 espectadores    | 2.º en la III Liga (Grupo 4)     |
| Rekord Bielsko-Biała       | Bielsko-Biała    | Centro Deportivo Rekord                       | 2 000 espectadores  | 13.º                             |
| Resovia Rzeszów            | Rzeszów          | Estadio Stal Rzeszów                          | 11 547 espectadores | 10.º                             |
| Sandecja Nowy Sącz         | Nowy Sącz        | Estadio Padre Władysław Augustynek            | 2 500 espectadores  | 1.º en la III Liga (Grupo 4)     |
| Sokół Kleczew              | Kleczew          | Estadio OSiR de Kleczew                       | 800 espectadores    | 1.º en la III Liga (Grupo 2)     |
| Stal Stalowa Wola          | Stalowa Wola     | Podkarpackie Centrum Piłki Nożnej             | 3 764 espectadores  | 18.º en la II Liga               |
| Śląsk Wrocław II           | Breslavia        | Estadio Oporowska                             | 8 346 espectadores  | 1.º en la III Liga (Grupo 3)     |
| Świt Szczecin              | Szczecin         | Estadio Obiekt Sportowy Skolwin               | 625 espectadores    | 5.º                              |
| Unia Skierniewice          | Skierniewice     | Estadio Municipal de Skierniewice             | 3 000 espectadores  | 1.º en la III Liga (Grupo 1)     |
| Warta Poznań               | Poznań           | Estadio Dębińska                              | 4 694 espectadores  | 17.º en la II Liga               |
| Zagłębie Sosnowiec         | Sosnowiec        | Zagłębiowski Park Sportowy                    | 11 600 espectadores | 9.º                              |

### Localización
| Región               | n.º | Equipos                                                                               |
| -------------------- | --- | ------------------------------------------------------------------------------------- |
| Silesia              | 4   | GKS Jastrzębie, Podbeskidzie Bielsko-Biała, Rekord Bielsko-Biała y Zagłębie Sosnowiec |
| Pequeña Polonia      | 3   | Hutnik Cracovia, Podhale Nowy Targ y Sandecja Nowy Sącz                               |
| Gran Polonia         | 3   | KKS 1925 Kalisz, Sokół Kleczew y Warta Poznań                                         |
| Lodz                 | 2   | ŁKS II Łódź y Unia Skierniewice                                                       |
| Subcarpacia          | 2   | Resovia Rzeszów y Stal Stalowa Wola                                                   |
| Baja Silesia         | 1   | Śląsk Wrocław II                                                                      |
| Cuyavia y Pomerania  | 1   | Olimpia Grudziądz                                                                     |
| Pomerania            | 1   | Chojniczanka Chojnice                                                                 |
| Pomerania Occidental | 1   | Świt Szczecin                                                                         |